# Cesta do hlubin študákovy duše
Cesta do hlubin študákovy duše je česká filmová komedie. V roce 1939 ji natočil režisér Martin Frič podle stejnojmenné knižní předlohy Jaroslava Žáka. Film ukazuje komické příhody vyplývající z různosti studentů (Ladislav Pešek, Rudolf Hrušínský, František Filipovský, Richard Strejka, Vladimír Salač), jejich zájmů a libůstek na jedné straně, a jejich pedagogů (Jaroslav Marvan, Jindřich Plachta, Miloš Nedbal, František Kreuzmann, František Vnouček) a zájmů a libůstek těchto na straně druhé.

## Základní údaje
- Námět: Jaroslav Žák
- Scénář: Martin Frič, Jaroslav Žák, Jan Kaplan
- Hudba: Roman Blahník
- Kamera: Ferdinand Pečenka
- Režie: Martin Frič
- Hrají: Ladislav Pešek, Rudolf Hrušínský, Jaroslav Marvan, Jindřich Plachta, František Filipovský, Vladimír Salač, Richard Strejka, Zbyšek Olšovský, Miloš Nedbal, Jaroslav Průcha, František Kreuzmann, Ferenc Futurista, František Vnouček, Antonín Novotný
- Další údaje: černobílý, 88 min., komedie
- Výroba: Elekta, 1939

## Děj
Profesor na zdejším gymnáziu, pan Rabiška (Jaroslav Průcha) už několik let zapisuje události, které se ve škole odehrají, a sbírá kuriózní předměty, které učitelé studentům při výuce zabaví. V septimě se sešly různé typy studentů: nadaný, ale neučící se student Kulík (Ladislav Pešek), snaživý a podlézavý Mazánek (František Filipovský), premiantka třídy Chalupová (Jana Ebertová) a Vaněk (Rudolf Hrušínský), jenž je nadaný muzikant, ale učení mu moc nejde. Kvůli špatnému pololetnímu vysvědčení prodá jeho otec (Gustav Hilmar) klavír, protože je přesvědčen, že syna odhání od učení.
Na gymnázium nastoupí nový latinář a češtinář, profesor Petr Voříšek (František Vnouček), bývalý student profesora přírodopisu Matulky (Jindřich Plachta). Právě Matulku v hodině rozzlobí studentská klukovina natolik, že se zhroutí. Všechny studenty jeho zhroucení zasáhne. Navíc studenti zjistí, že prof. Matulka kvůli trémě ještě nesložil státnice, a proto je špatně placen. A tak vymyslí plán, jak mu pomoci. Pomáhá jim profesor Voříšek. Pod záminkou nákupu do školní sbírky hmyzu vylákají Matulku na univerzitu k prof. Vondrákovi. Matulka předvede výkon jako nikdo jiný, což prof. Vondrák uzná jako státní zkoušku. Štěstím zářící Matulka je přivítán nadšenými studenty. Rabiška do knihy může zapsat, že študák nemá jen duši, ale i srdce.

## Obsazení
- Jindřich Plachta – profesor přírodopisu Matulka
- Jaroslav Marvan – profesor matematiky Vobořil
- František Vnouček – profesor češtiny Petr Voříšek
- Miloš Nedbal – profesor francouzštiny Šeda
- Jaroslav Průcha – profesor fyziky Rabiška
- Ladislav Pešek – septimán Vojtěch Kulík
- Richard Antonín Strejka – septimán Antonín Peterka